# نونجنادا واناسوك
نونجنادا واناسوك (بالتايلندية: หนึ่งนัดดา วรรณสุข) مواليد 11 نوفمبر 1989 في ناخون راتشاسيما، هي لاعبة كرة مضرب تايلندية وتحتل حالياً المرتبة رقم. 408 (22 يوليو 2013) في تصنيف رابطة محترفات كرة المضرب. أعلى تصنيف لها في الفردي كان المركز الـ 342 في سنة 2013. أعلى تصنيف لها في الزوجي كان المركز الـ 317 في سنة 2009.

## الميداليات
| الميدالية | المسابقة                |
| --------- | ----------------------- |
| ذهبية     | ألعاب جامعية صيفية 2011 |
| فضية      | ألعاب جامعية صيفية 2011 |

## روابط خارجية
- نونجنادا واناسوك على موقع رابطة محترفات التنس (الإنجليزية)
- نونجنادا واناسوك على موقع الاتحاد الدولي لكرة المضرب (الإنجليزية)
- نونجنادا واناسوك على موقع خلاصة التنس.كوم (الإنجليزية)
- نونجنادا واناسوك على موقع إي إس بي إن.كوم (الإنجليزية)